# Gustav Jenner
Gustav Uwe Jenner (Keitum, 3 dicembre 1865 – Marburgo, 29 agosto 1920) è stato un compositore, direttore d'orchestra e musicologo tedesco la cui principale pretesa di fama è stata quella di essere l'unico allievo ufficiale in composizione di Johannes Brahms.

## Biografia
Jenner nacque a Keitum sull'isola di Sylt. Suo padre, un medico, proveniva da una famiglia scozzese: sosteneva di discendere da Edward Jenner, lo scopritore del vaccino contro il vaiolo ed era imparentato con la famiglia che costruì gli omonimi Grandi Magazzini Jenners in stile Art Nouveau  che è uno dei punti di riferimento di Princes Street a Edimburgo. Mentre era a scuola a Kiel, Jenner iniziò ad imparare da solo ed a scrivere musica ma, dopo che suo padre si suicidò nel 1884 (era stato accusato di aver abusato di pazienti donne), divenne amico del poeta Klaus Groth che lo assistette e gli fece organizzare gli studi con il vecchio insegnante di Brahms Eduard Marxsen ad Amburgo. A sua volta Marxsen passò Jenner a Brahms, con il quale studiò a Vienna dal febbraio 1888 al 1895, ricevendo anche lezioni da Eusebius Mandyczewski. Sebbene Brahms fosse un critico spietato dei tentativi compositivi di Jenner, si prese molta cura del suo benessere. Lo fece nominare segretario della Tonkünstlerverein di Vienna (Associazione dei musicisti di Vienna) e nel 1895 lo fece diventare direttore musicale e direttore d'orchestra dell'Università di Marburgo, dove trascorse il resto della sua carriera nonostante gli inviti ad assumere incarichi più prestigiosi a Breslavia e Berlino. Morì a Marburgo il 29 agosto 1920.

## Compositore
Come compositore Jenner si concentrò sulla musica da camera (tre quartetti d'archi, un quartetto per pianoforte, un trio per clarinetto, corno e pianoforte, tre sonate per violino, una sonata per violoncello e altre opere), brani corali e canzoni. Sebbene la sua musica sia altamente conservatrice per i suoi tempi e mostri una forte impronta brahmsiana, era capace di espressione individuale e le sue opere sono sempre finemente lavorate. A parte le sue opere per voce, poche di queste opere sono state pubblicate nel corso della sua vita. Il suo Quartetto per archi n. 3 in fa maggiore è stato pubblicato da Schott Music e il suo Quartetto per pianoforte in fa maggiore è stato pubblicato da Edition Silvertrust. C'è anche una serenata per orchestra (1911–12).

## Scritti
Jenner pubblicò due volumi di ricordi di Brahms, Brahms als Mensch, Lehrer und Künstler (Brahms come uomo, insegnante e artista) (Marburgo, 1905) che, inquadrando Brahms da un punto di vista unico, sono una preziosa fonte biografica.
Passaggi selezionati dai ricordi di Jenner sono disponibili nella traduzione inglese in: Walter Frisch, ed., Brahms and His World (Princeton, 1990, ISBN  0-691-02713-7)

## Registrazioni
- CPO CD 999 699-2 contenente i suoi tre Quartetti d'archi, il Quartetto per pianoforte in fa maggiore e il Trio in mi bemolle maggiore per corno, violoncello e pianoforte
- CRC CD 1133 dove è registrato il suo Trio in mi bemolle maggiore per corno, violoncello e pianoforte
- Divox CDX-29806 contenente le sue tre sonate per violino
- Divox CDX-29106 contenente la sua Sonata per violoncello in re maggiore
- MDG 603 1343-2 contenente il suo Trio in mi bemolle maggiore per corno, violoncello e pianoforte e la Sonata in sol maggiore op. 5 per clarinetto e pianoforte